# The Pursuit (album)
The Pursuit is het vijfde studioalbum van jazz-zanger Jamie Cullum. Het werd op 9 november 2009 uitgebracht in het Verenigd Koninkrijk en op 2 maart 2010 in de Verenigde Staten. Het is geproduceerd door Greg Wells en Martin Terefe en gemixt door Wells, Thomas Juth en Ryan Hewitt. Waar Cullum zich op zijn eerdere albums vooral richt op jazz en pop, maakt hij op dit album meer gebruik van elektronische muziek.
De titel van het album is afgeleid van The Pursuit of Love, een boek van Nancy Mitford dat in 1945 werd uitgegeven.
Het album bestaat uit nummers die Cullum aanvankelijk opnam in zijn studio in Shepherd's Bush. Deze opnames werden in een studio in Los Angeles definitief opgenomen. Het album begint met een cover van het jazznummer "Just One of Those Things" en bij de daaropvolgende nummers wordt gaandeweg steeds meer elektronische muziek gebruikt, hetgeen uiteindelijk resulteert in de dance-track "Music Is Through". Op het album staat een cover van het nummer "Don't Stop the Music", waarmee Rihanna in 2007 een grote hit scoorde. De vrouw van Cullum, Sophie Dahl, zingt op de achtergrond mee bij het nummer "Mixtape".

## Composities
| 1.                 | Just One of Those Things      | Porter                          | 4:34 |
| 2.                 | I'm All Over It               | Cullum/Ross                     | 3:39 |
| 3.                 | Wheels                        | Cullum/Cullum                   | 3:42 |
| 4.                 | If I Ruled the World          | Bricusse/Ornadel                | 4:35 |
| 5.                 | You and Me Are Gone           | Cullum/De Krom/Gascoyne         | 5:05 |
| 6.                 | Don't Stop the Music          | Eriksen/Hermansen/Jackson/Storm | 4:48 |
| 7.                 | Love Ain't Gonna Let You Down | Cullum                          | 3:56 |
| 8.                 | Mixtape                       | Cullum/Cullum                   | 4:58 |
| 9.                 | I Think, I Love               | Cullum                          | 4:15 |
| 10.                | We Run Things                 | Cullum/Cullum/Gordon            | 3:30 |
| 11.                | Not While I'm Around          | Sondheim                        | 3:52 |
| 12.                | Music is Through              | Cullum/Cullum                   | 7:08 |
| Totale duur: 54:02 |                               |                                 |      |

| Nr. | Titel                          | Schrijvers/componisten | Duur |
| --- | ------------------------------ | ---------------------- | ---- |
| 14. | I Love This                    | Cullum                 | 4:43 |
| 15. | Gran Torino                    | Cullum                 | 4:32 |
| 16. | I Get Along with You Very Well | Cullum                 | 4:52 |